# 薩利米·赫利菲
薩利米·赫利菲(Salim Khelifi；1994年1月26日—）是突尼斯的職業足球運動員，司職中場，現時被澳大利亞職業足球聯賽球會珀斯光輝外借至墨爾本勝利。
2019年9月6日，代表突尼西亞友誼賽對戰毛里塔尼亞。

## 外部連結
- worldfootball.net：薩利米·赫利菲之統計數據 （英文）
- Soccerway資料庫：薩利米·赫利菲 | 小作品圖示 | 这是一篇與足球相關的小作品。您可以编辑或修订扩充其内容。 |